# Ewube
Ewube, de son nom complet Ndip Jennifer Ewube, née le 31 mai 1994 à Mamfé, est une actrice et chanteuse camerounaise d'afropop et de dancehall.

## Biographie
D'ethnie Banyang, Ewube naît le 31 mai 1994 à Mamfé, dans la région du Sud-Ouest du Cameroun. Elle grandit à Kumba, où elle y effectue ses études primaires et secondaires. Durant ces années dans sa ville natale, Ewube participe activement aux activités musicales de son école ainsi qu’en dehors.
Elle a étudié l'économie à l'université de Buéa.

## Carrière
Elle fait ses débuts dans la musique après avoir signé avec Top Music Inc Label, où elle a sorti son premier single Party All Nyte, produit par le compositeur SlimBeatz, en 2013. Le clip de la chanson a été tourné le 27 novembre 2014, et a été réalisé par Didiblaise. Elle est cependant devenue populaire après avoir sorti la chanson Trowey.
Les deux morceaux lui ont valu des nominations pour des prix comme les CAMEE Awards et les Urban Jamz Awards, entre autres, dans la catégorie meilleure artiste féminine, aux côtés d'autres artistes tels que Charlotte Dipanda.
En 2016, Ewube sort une autre chanson, Pop It, qui lui a valu une nomination pour le prix Canal 2'Or, en tant que meilleure artiste urbaine féminine. Elle a sorti le clip Choleh Me début février 2017, ainsi que le clip de son single Fall 4 U en juillet 2017.
Elle a été nommée Meilleure artiste féminine d'Afrique centrale à AFRIMA et Meilleur dancehall en Afrique aux États-Unis.

## Travail humanitaire
En octobre 2018, Ewube a rejoint trois autres artistes tels que : Lesline, Blaise B et Malgic dans une chanson intitulé Stand 4 Peace appelant à la paix en réponse à la crise anglophone au Cameroun.

## Filmographie
- 2023 : L'Axe lourd

## Discographie

### Singles
- 2014 : Party All Nyte
- 2016 : Trowey
- 2016 : Pop It
- 2017 : Choleh Me
- 2017 : Fall 4 U
- 2017 : Stay (feat. Locko)
- 2018 : On Melange
- 2018 : Stand 4 Peace (feat. Lesline, Blaise B, Malgic)
- 2019 : Cheri Coco (Lalala)
- 2021 : Comme Ça (feat. Magasco)
- 2022 : Allô Bébé
- 2022 : B.I.G